# Joutsa ekonomiska region
Joutsa ekonomiska region (finska: Joutsan seutukunta) är en av ekonomiska regionerna i landskapet Mellersta Finland i Finland. Folkmängden i regionen uppgick den 1 januari 2013 till 5 671 invånare, regionens totala areal utgjordes av 1 379 kvadratkilometer och därav utgjordes landytan av 1 081,69  kvadratkilometer.  I Finlands NUTS-indelning representerar regionen nivån LAU 1 (f.d. NUTS 4), och dess nationella kod är 132 .  

## Förteckning över kommuner
Joutsa ekonomiska region  omfattar följande två kommuner: 
- Joutsa kommun
- Luhanka kommun

Bägge kommunernas språkliga status är enspråkigt finska. 